# Synopeas carpentieri
Synopeas carpentieri är en stekelart som beskrevs av Jean-Jacques Kieffer 1916. Synopeas carpentieri ingår i släktet Synopeas och familjen gallmyggesteklar. Inga underarter finns listade i Catalogue of Life.